# 广州白云国际机场 (1933—2004年)
广州白云国际机场（1933年－2004年）（曾用IATA代码：CAN；曾用ICAO代码：ZGGG）现称其旧广州白云国际机场、旧白云机场，是2004年现广州白云国际机场启用前中国广东省广州市的一座民用机场，前身是中華民國空軍廣州航空站、國民政府交通部民航局广州航空站，地处广州市白云山脚（中华人民共和国成立后的广州市郊区机场路，现广州市白云区白云新城），距广州市中心海珠广场的直线距离约8公里，于1933年啟用，2004年8月5日停用，曾经是华南地区甚至中国最大的国际机场。其两个机场代码均已转给新白云机场使用，IATA代码则源于广州一词的拉丁字母習慣拼法“Canton”的缩写。该机场為中國民航的七個枢纽机场之一，1987年后曾為由中國民航拆分出的中国南方航空的枢纽机场。

## 历史

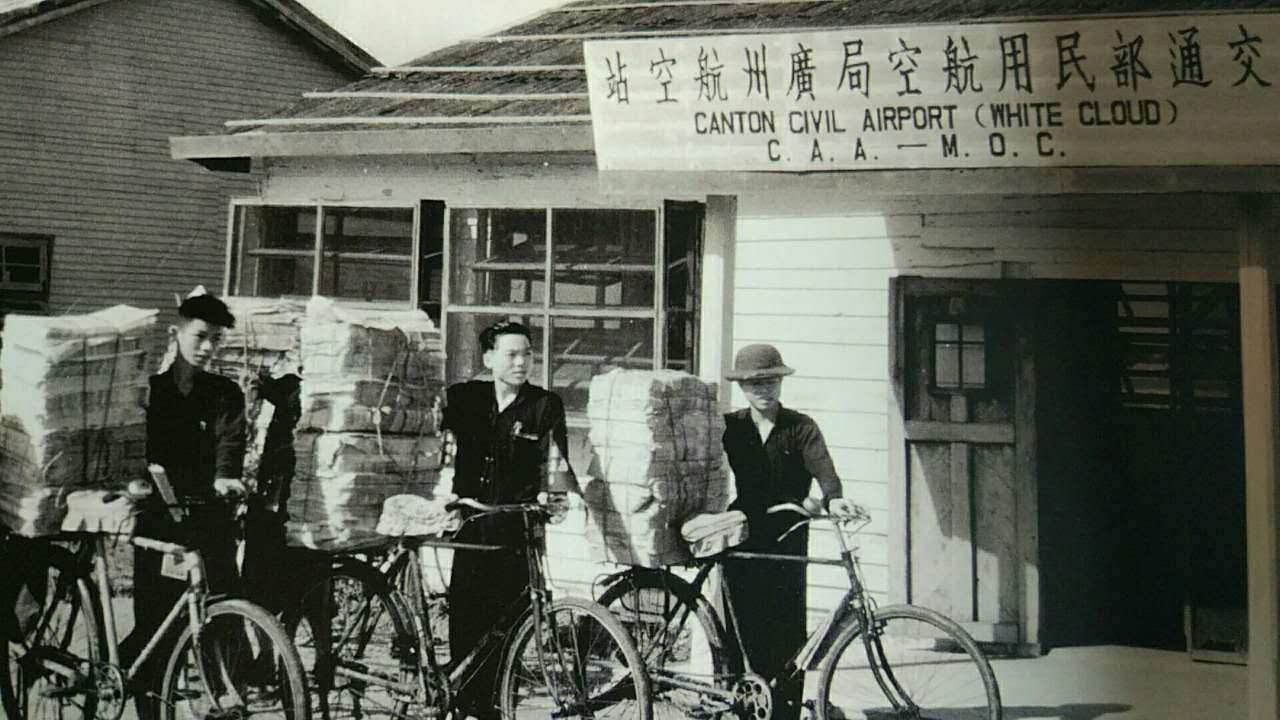
中華民國交通部民用航空局廣州航空站（1947年）

1932年冬，国民革命军第一集团军空军开始在广州的远郊棠下、棠溪、岗贝、萧岗乡征地，始建廣州航空站。
1933年夏季落成，同年11月完工，广东航空学校随即从天河航空站迁入，成为飞行学员飞行训练的基地。
1938年10月，广州沦陷后，廣州航空站被日军侵占。之后，日军对机场进行了扩建，将跑道向北延长至1200米、加宽为100米、加厚为0.1米，并增建一条与跑道同等长宽厚的副跑道，机场总面积扩大到134万平方米。
1947年3月，中華民國国民政府交通部民用航空局接管廣州航空站，主要供中国航空、中央航空和由美国人陈纳德经营的国民政府行政院善后救济总署空运队的飞机起降。英文名為。

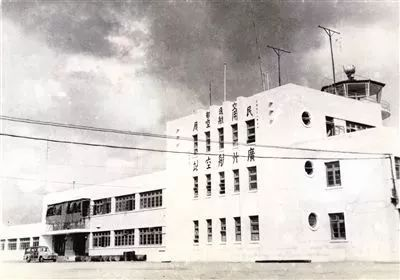
國民政府交通部部長端木傑題寫了“交通部民用航空局廣州航空站”，鑲嵌在航站樓西側的牆上

1948年12月，改為民航國際機場，国民政府交通部民航局投入巨资对廣州航空站进行扩建，于1949年5月2日竣工，7月1日投入使用，工程投资总额为金圆券6800万元。
1950年3月，中國人民解放軍空軍中南军区司令部航空处将廣州航空站移交给新成立的中国民航广州办事处。

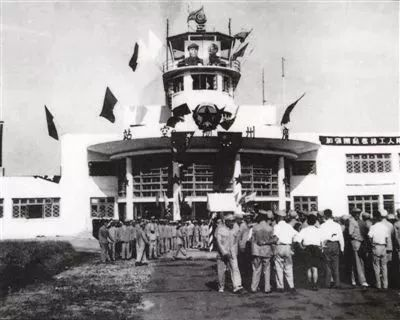
中國人民解放軍空軍廣州航空站

1950年至1959年間，改為中國人民解放軍空軍使用。
1959年，广州飞行队由天河航空站迁至廣州航空站，改为军民共用机场。 

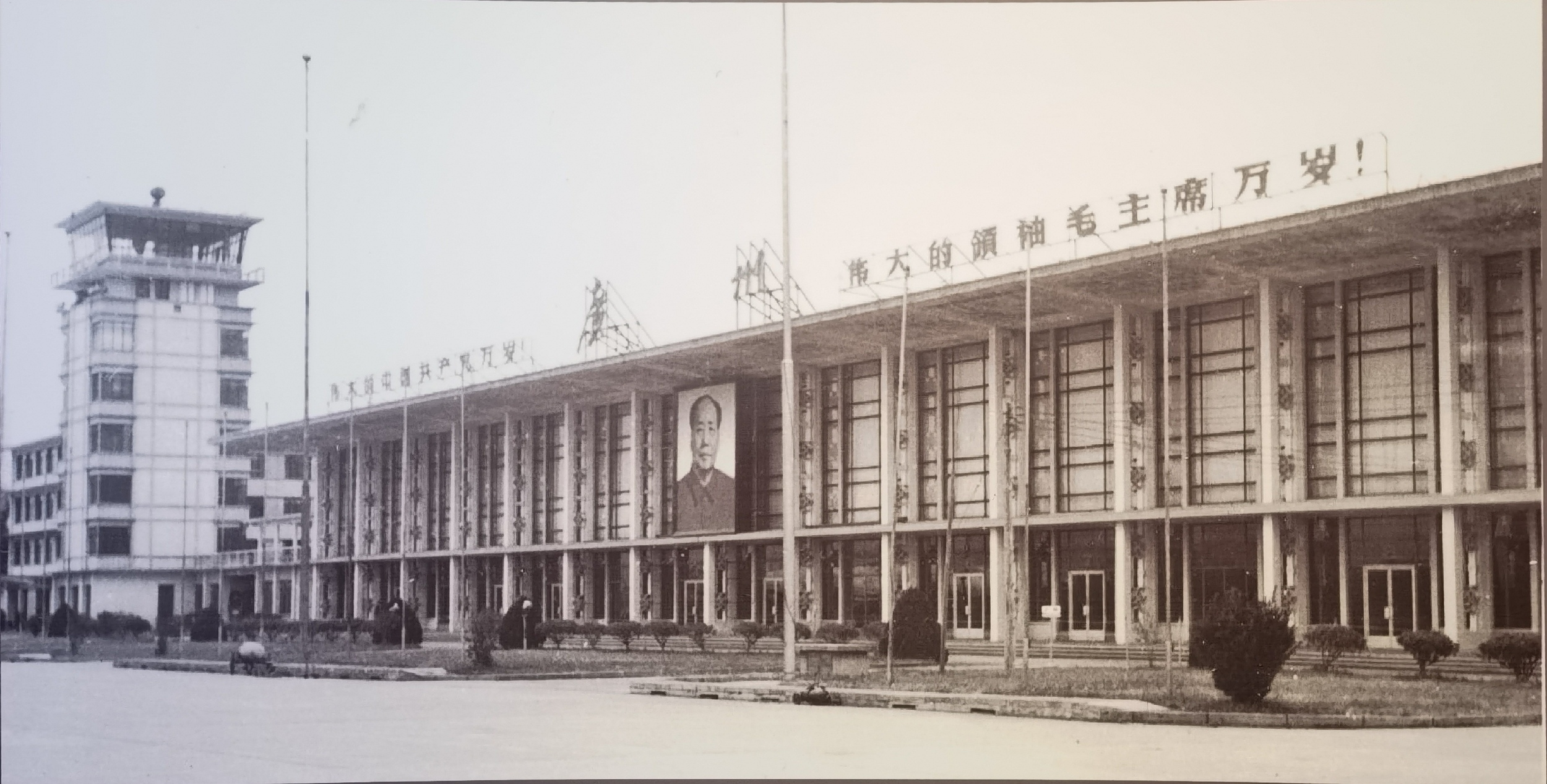
1967年白云机场加建的候机楼

1963年2月，空军搬离廣州航空站並重新改為民航機場。同年10月，白云机场扩建工程修建委员会和总指挥部成立，並為廣州航空站更名，因為东面有白云山所以得名廣州白云机场。
1964年至1967年4月間，機場進行全面擴建，新增面积72.53万平方米，跑道从2000米延长至到2500米，才具備再與外國通航的條件。
1980年代，機場又分別對儲油庫、停机坪、候机楼、登机桥和維修機庫等設施進行改造和擴建，達到國際一級機場的標準。改革开放后白云机场发展迅猛，其旅客吞吐量和起降架次曾连续8年位居中国大陸第一，经过数次扩建但仍远远无法满足需求，择新址建设新机场势在必行。
1992年，機場進行民航體制改革，机场作为一个独立的经济实体运作。
2002年，舊廣州白雲國際機场的旅客吞吐量達到1601.44萬人次、貨郵行吞吐量達到59.26萬噸。
1992年，开始进行新白雲机场的选址工作，经过多年准备，最终选址距市区北部28公里的花都区新华街道、花山镇、花东镇及白云区人和镇的交界处，占地规模比原机场大近5倍。
新机场于2000年8月正式动工，耗资198亿元人民币，历时四年于2004年8月2日竣工，并于同年8月5日零时正式启用，而服务了72年的舊白云机场也随之关闭。新机场也被称为“新白云”，以区别于旧机场，但這並非正式名稱的一部分。

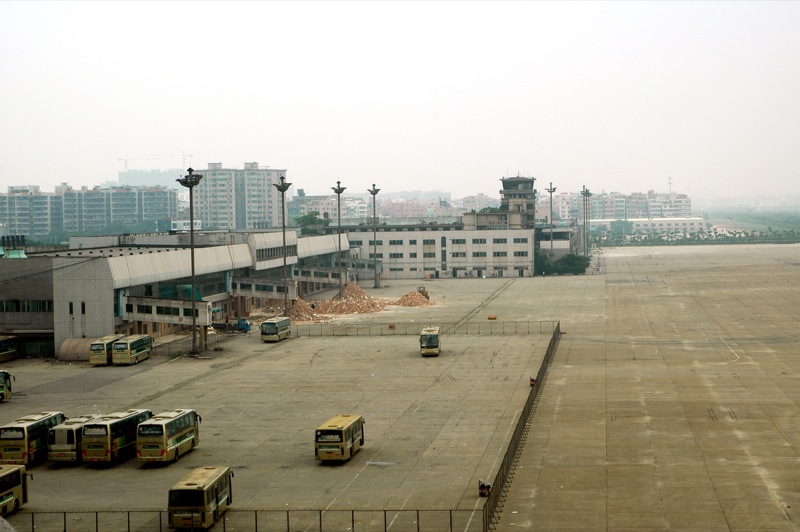
旧广州白云国际机场航站楼装修前（摄于2007年）

## 概况
机场位于广州市北部的白云区，因东面有白云山故名白云机场。机场始建于中华民国二十一年（1932年），翌年11月完工，为一个小型的军用机场。民国三十六年（1947年）改为民航国际机场，后扩建成中型机场。
老白云机场距离市中心较近，因此其进出航道上的市中心建筑（如广州火车站的站房）曾经受到高度限制影响。改革开放后，随着城市不断发展、航空交通越来越繁忙，老白云机场逐渐无法满足大客流量的运输任务，需要搬迁，新机场选址工作直至1992年中国南方航空3943号班机空难发生后才出现实质性进展，1993年8月确定新机场选址为花县。
2004年8月4日晚，舊廣州白雲國際機場正式关闭，整体搬迁至位于白云区和花都区交界的新白云机场。旧机场原址将建成广州城市副中心，包括兴建可居住1万人的白云新城和广州白云国际会议中心等。

## 现状
如今白云机场旧址已建有广州白云国际会议中心、萬達廣場等现代化建筑及多条横跨昔日跑道位置的马路。广州地铁2号线亦从南面的三元里站延长，在沿着旧跑道正下方的地底一直往北延伸至嘉禾望岗站，并可以在换乘后直达新机场，在跑道原址从南往北依次设飞翔公园站、白云公园站、白云文化广场站及萧岗站四个车站。原候机楼在装修过后成为了5号停机坪购物广场。在白云机场东边，以前有一条铁路，名为白云军用线，现已停用，但保存完好。

## 事故
- 1982年12月24日，中國民航2311號班機（伊尔-18B，注册编号B-202）在白云机场降落前因一旅客吸烟不慎将烟头掉入地板缝隙而冒出浓烟，降落后全机起火，25名乘客在撤离时遇难。[9]

- 1990年10月2日，厦门航空8301號班機（波音737-200，註冊編號B-2510）在从厦门飞往广州的途中被劫持，飞机在飞抵广州上空后因燃料不足紧急降落，期间劫机者对机师施暴，在跑道滑行时失控，偏离跑道，撞毁跑道边上的一部电瓶车后，撞毁于停机坪充电的中國西南航空4305號班機（波音707-320B，註冊編號B-2402）和等候起飞中國南方航空3523號班機（波音757-200，註冊編號B-2812），合共128人遇难、52人受伤[10]。該事故也是波音757系列自首飛以來的首次致命事故。